# Transmeta Crusoe

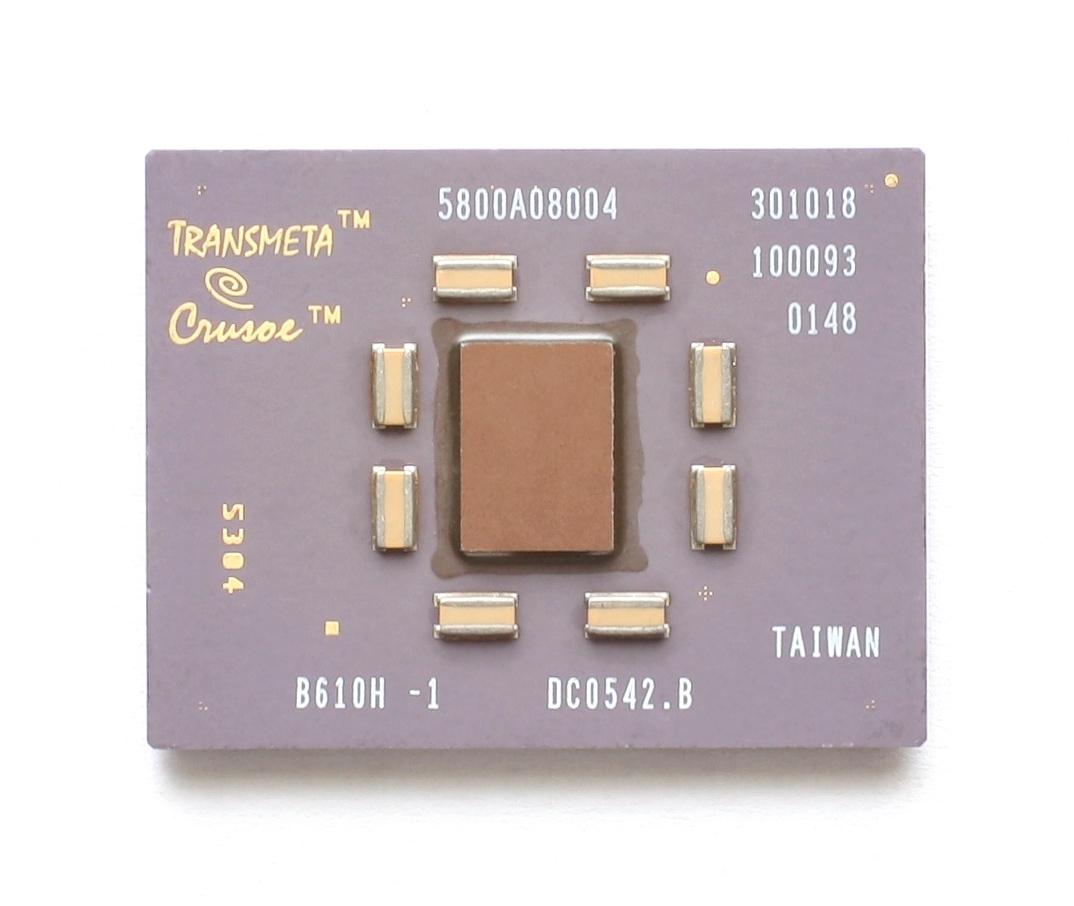
Transmeta Crusoe TM5800 processzor

A Crusoe egy a Transmeta Corporation által kifejlesztett x86 kompatibilis processzorcsalád. A Crusoe processzorok 2000 januárjában jelentek meg a piacon és kb. 2004-ig voltak forgalomban. Ezeket a processzorokat elsősorban az alacsony fogyasztás figyelembevételével tervezték, és kis fogyasztású notebookokba és egyéb, asztali számítógépekbe építették.
A Crusoe jelentősége egy másik tulajdonságában is megmutatkozott, nevezetesen abban, hogy milyen nem hétköznapi módszerrel érte el a tervezési célokat, tehát az alacsony fogyasztást és az x86-os kompatibilitást. Ebben a processzorban az utasításkészlet-architektúrát nem hardveres úton valósították meg, ehelyett a processzor egy szoftveres absztrakciós réteget, avagy virtuális gépet alkalmaz, amely Code Morphing Software (CMS) néven ismert. A CMS a programok (x86-os) gépi kódú utasításait a mikroprocesszor natív belső utasításaira fordítja le. Ily módon a Crusoe más utasításkészlet-architektúrákat (ISA) is emulálhat, nem csak az x86 architektúrát.
Jelenleg a CMS-t az x86-os utasításkészlet emulálására használják, de az utasításkészlet-emuláció lehetőségei szélesebbek. A Crusoe bizonyítottan képes pl. Java bájtkód futtatására ugyanezzel a módszerrel, tehát a bájtkód-utasítások végrehajtási időben natív utasításokra történő átfordításával. Az x86-os utasításfolyam és a hardver közé helyezett absztrakciós réteg azt eredményezi, hogy a hardver-architektúra szabadon változtatható, a kompatibilitás megsértése nélkül, mindössze a CMS változtatásával. A Transmeta processzorok belsőleg VLIW architektúrájúak, tehát az elemi végrehajtási egység jóval nagyobb a megszokottnál; ez a Crusoe esetén 128 bites utasításhosszt jelentett, amit a második generációs Transmeta processzorokban – Transmeta Efficeon – tovább növeltek, 256 bitre.
A Crusoe szoftveres úton végez több, hagyományosan hardverrel megvalósított funkciót is, pl. az utasítás-átrendezést, ami egyszerűbb hardvert, tehát kevesebb tranzisztort eredményezett. A hardver viszonylagos egyszerűségéből következik a Crusoe alacsonyabb fogyasztása, amely más x86-kompatibilis processzorokénál – azonos órajel mellett – jóval kisebb hőtermeléssel jár.

## Modellek

### TM3200
Eredetileg TM3120 jelölést kapott
- L1 gyorsítótár: 32 + 64 KiB (adat + utasítás)
- MMX
- VLIW Code-Morphing technikával
- Northbridge CPU-ba integrált
- Tokozás:
  - 474 Pin CBGA
- Megjelenés: 2000 január
- Gyártási technológia: 220 nm, IBM
- Órajelek: 333, 366 és 400 MHz

### TM5400
- L1 gyorsítótár: 64 + 64 KiB (adat + utasítás)
- L2 gyorsítótár: 256 KiB, a processzorral megegyező órajelen fut
- MMX, LongRun
- VLIW Code-Morphing technikával
- Northbridge CPU-ba integrált
- Tokozás:
  - 474 Pin CBGA
- Megjelenés: 2000 január
- Gyártási technológia: 180 nm, IBM
- Lapkaméret: 73 v. 88 mm², 36,8 millió tranzisztor
- Órajelek: 500 - 700 MHz

### TM5500
- L1 gyorsítótár: 64 + 64 KiB (adat + utasítás)
- L2 gyorsítótár: 256 KiB, a processzorral megegyező órajelű
- MMX, LongRun
- VLIW Code-Morphing technikával
- Northbridge CPU-ba integrált
- Tokozás:
  - 474 Pin CBGA
- Megjelenés: 2001 június
- Gyártási technológia: 130 nm bei TSMC
- Lapkaméret: 55 mm², 36,8 millió tranzisztor
- Órajelek: 300 - 800 MHz

### TM5600

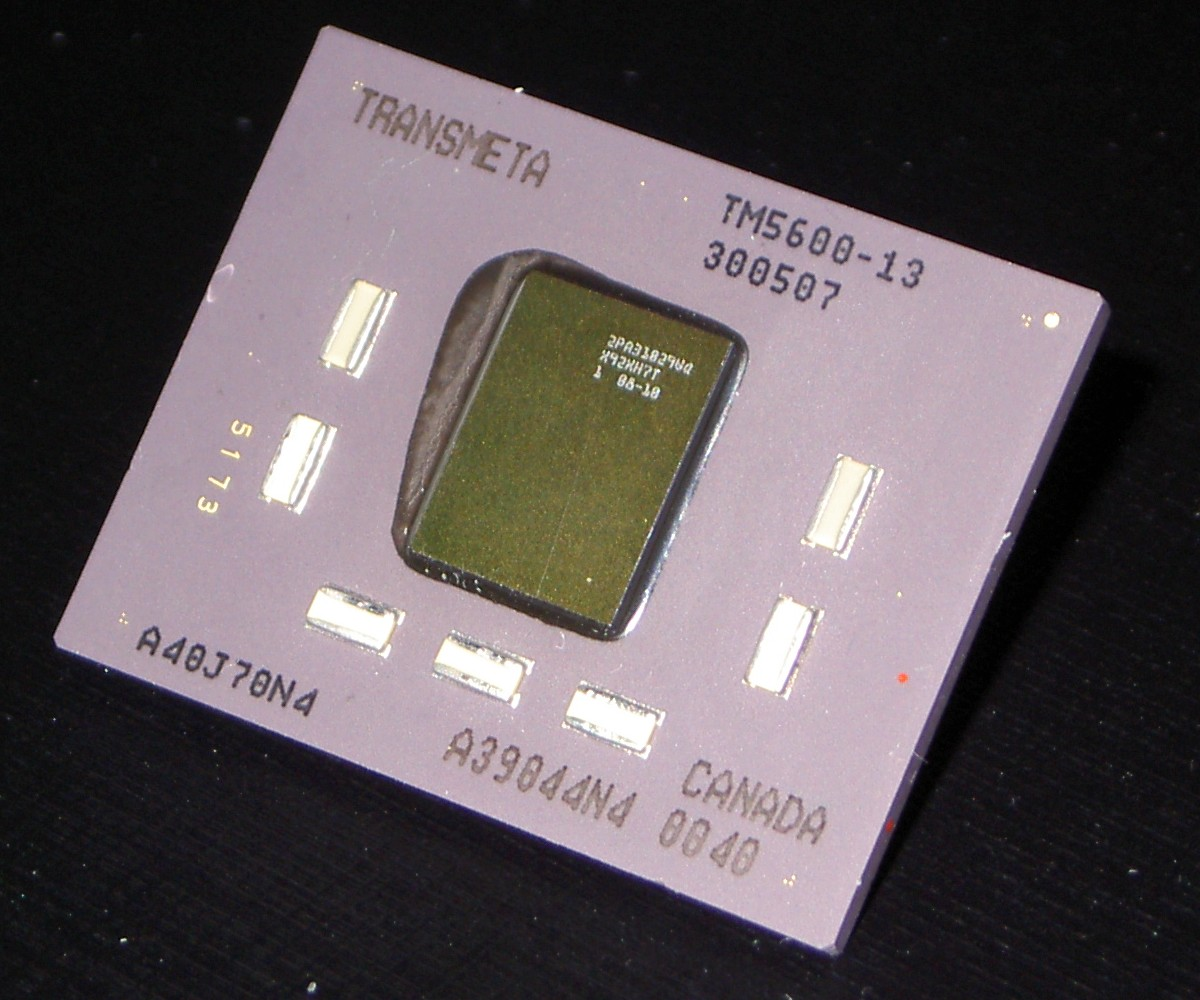
Crusoe TM5600

- L1 gyorsítótár: 64 + 64 KiB (adat + utasítás)
- L2 gyorsítótár: 512 KiB, a processzorral megegyező órajelű
- MMX, LongRun
- VLIW Code-Morphing technikával
- Northbridge CPU-ba integrált
- Tokozás:
  - 474 Pin CBGA
- Megjelenés: 2000 október
- Gyártási technológia: 180 nm, IBM
- Lapkaméret: 88 mm², 36,8 millió tranzisztor
- Órajelek: 300 - 666 MHz

### TM5700
- L1 gyorsítótár: 64 + 64 KiB (adat + utasítás)
- L2 gyorsítótár: 256 KiB, a processzorral megegyező órajelű
- MMX, LongRun
- VLIW Code-Morphing technikával
- Northbridge CPU-ba integrált
- Tokozás:
  - 399 Pin OBGA
- Megjelenés: 2004 január
- Gyártási technológia: 130 nm, TSMC
- Lapkaméret: 55 mm², 36,8 millió tranzisztor
- Órajelek: 667 MHz

### TM5800

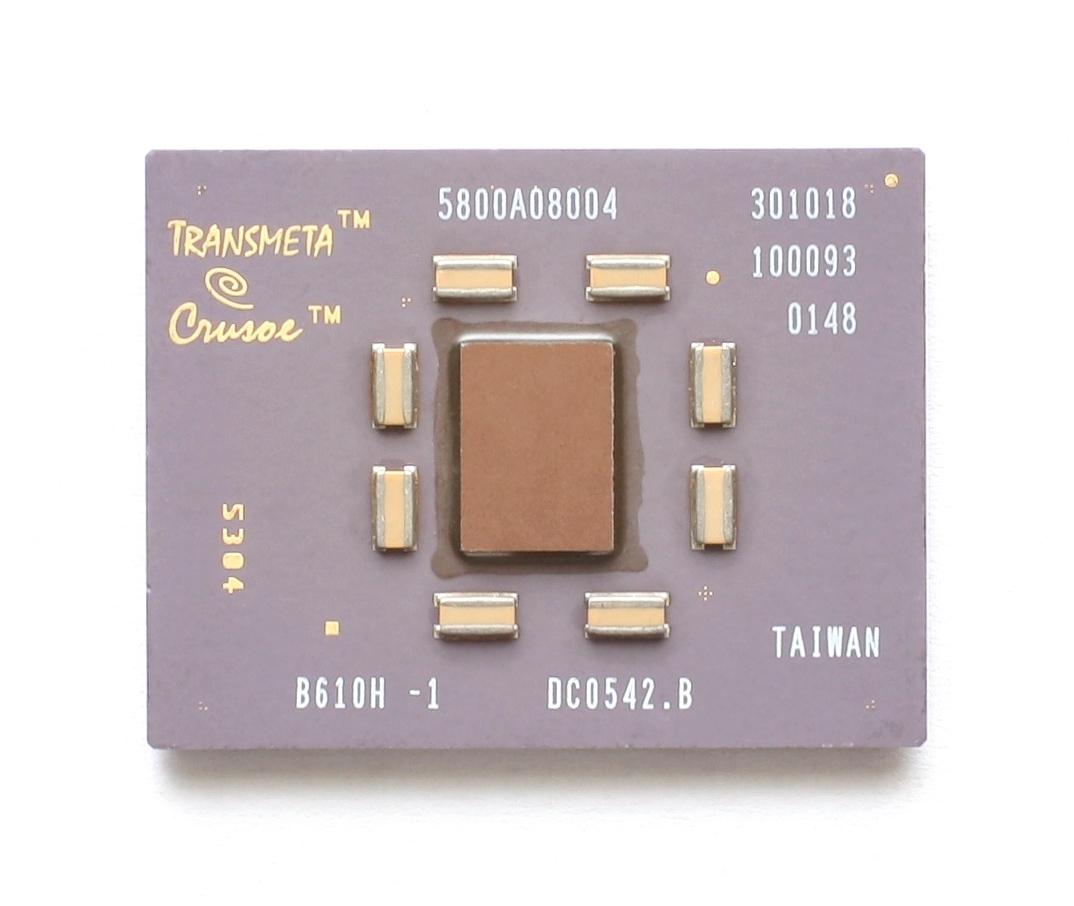
Transmeta Crusoe TM5800

- L1 gyorsítótár: 64 + 64 KiB (adat + utasítás)
- L2 gyorsítótár: 512 KiB, a processzorral megegyező órajelű
- MMX, LongRun
- VLIW Code-Morphing technikával
- Northbridge CPU-ba integrált
- Tokozás:
  - 474 Pin CBGA
- Megjelenés: 2001 június
- Gyártási technológia: 130 nm, TSMC
- Lapkaméret: 55 mm², 36,8 millió tranzisztor
- Órajelek: 300 – 1000 MHz

### TM5900
- L1 gyorsítótár: 64 + 64 KiB (adat + utasítás)
- L2 gyorsítótár: 512 KiB, a processzorral megegyező órajelű
- MMX, LongRun
- VLIW Code-Morphing technikával
- Northbridge CPU-ba integrált
- Tokozás:
  - 399 Pin OBGA
- Megjelenés: 2004 január
- Gyártási technológia: 130 nm, TSMC
- Lapkaméret: 55 mm², 36,8 millió tranzisztor
- Órajelek: 800 – 1000 MHz

## Fordítás
Ez a szócikk részben vagy egészben  a   Transmeta Crusoe című angol Wikipédia-szócikk ezen változatának fordításán alapul.  Az eredeti cikk szerkesztőit annak laptörténete sorolja fel. Ez a jelzés csupán a megfogalmazás eredetét és a szerzői jogokat jelzi, nem szolgál a cikkben szereplő információk forrásmegjelöléseként.